# 境界觸發者
《境界觸發者》是日本漫畫家葦原大介創作的漫畫作品，日本於《週刊少年Jump》2013年的11號開始連載，台灣於《寶島少年》從2013年的28號開始連載。在2016年11月因作者身體因素休刊，於2018年10月29日復刊並在連載五週後移到《Jump Square》上繼續連載。

## 故事大綱
三門市，人口28萬人。某一天，通往異世界的門在這裡打開了。從異世界而來的侵略者「近界民」，任意蹂躪門附近的地區，讓整座都市陷入恐懼之中。就在每個人都認為都市毀滅只是早晚的問題時，突然出現一個神秘的團體擊退了近界民。被稱為境界防衛組織「BORDER」的他們，在這邊的世界建立了巨大的基地，以對抗陸續來襲的近界民。
四年後，近界民空閑遊真從異世界來到日本尋找父親空閑有吾的熟人，並認識了三雲修。修為了瞭解近界民的真相，決定指引及監視遊真，兩人的故事隨著「BORDER」與「近界民」的戰鬥展開。
邂逅篇（漫畫第1－13話；動畫第一期第1－7話）
對周圍隱瞞自己是「BORDER」C級隊員的中學男生三雲修，班上轉學來了謎之少年空閑遊真。經過一系列奇遇，修和遊真互相坦白了修是「BORDER」隊員、遊真是近界民以及來這邊世界尋找父親友人的事實。修被遊真各種折騰，為了防止不習慣這個世界的遊真做出太過脫線的事，決定監視他而一同行動。這期間，與實力派精英迅悠一和被近界民盯上的少女雨取千佳相遇。
黑觸發爭奪戰篇（漫畫第14－32話；動畫第一期第8－16話）
某天，遊真是近界民的事被「BORDER」得知了，遊真以一敵四與三輪隊戰鬥後大勝，後來在迅介入調解的情況下結束了戰鬥。但是，「BORDER」本部司令城戶策劃消滅遊真回收他的黑觸發。對此迅讓遊真加入「BORDER」玉狛支部來保護他。遊真最初拒絕了入隊，最後為了幫助想入隊尋找和救助被擄去近界民世界的哥哥和友人的千佳，決定與修一起入隊。
為了奪取遊真的黑觸發，本部向玉狛支部派去了城戶派的遠征部隊（太刀川隊、冬島隊、風間隊）以及三輪隊，要他們四隊聯手拿下遊真，但是迅和忍田派聯手，與A級5位的嵐山隊共同作戰，迅使用黑觸發的力量成功打退了對方。之後，迅以自己的黑觸發風刃換來了遊真的「BORDER」入隊許可。
「BORDER」入隊篇（漫畫第33－43話 ；動畫第一期第17－21話）
遊真和千佳終於如願以償的進入「BORDER」。當天進行的訓練中兩人展現出了超於常人的才能。另一邊，修也和A級隊員風間進行了模擬戰。
大規模侵略戰篇（漫畫第44－85話 ；動畫第一期第22－37話）
某天，三門市再次開啟了無數的門，近界的其中一個國家，軍事大國阿夫特克拉托爾來侵略。開始了和新型三離子兵拉比特以及包含黑觸發使用者在內的多名人形近界民的大規模戰役。
B級排名戰上篇（漫畫第86－116話；動畫第一期第38－48話、第65－73話）
遊真和修將在侵略戰獲得的點數全部給予千佳讓她得以升到B級，而遊真則靠著個人排名戰賺取點數，也同樣升到B級。
之後三人正式結成B級部隊「玉狛第二」，開始以入選遠征部隊為目的參加B級排名戰。
逃亡者篇（動畫第一期49－64話）
動畫原創故事，講述未知的亂星國家強行襲擊。收錄在動畫第一期B級排名戰上篇期間。
遠征艦防衛戰篇（漫畫第117－136話；動畫第二期第1－4話）
為了抵抗神之國的附屬國-伽羅普拉要阻止玄界的遠征計畫，而開始了和三離子兵愛朵拉、三離子犬多葛以及伽羅普拉多名人形近界民的遠征艦防衛戰役。
B級排名戰下篇（漫畫第137－199話 ；動畫第二期第5－12話；動畫第三期第1－14話）
高層同意讓休斯加入「BORDER」，其條件是要先讓雨取獨自加入遠征隊，以增加遠征艇的容量。另外高層也因為休斯的加入新增了「玉狛第二」要取得B級前兩名才能參加遠征選拔測驗的條件，因此三雲他們為了可以加入遠征部隊而朝著B級前兩名邁進。
遠征選拔篇（漫畫第200話－）
在B級排名戰圓滿結束後，選拔參加近界遠征部隊的成員的測驗隨即展開。除了B級排名第二以上的部隊之外，B級中位以上的隊員也會個別獲選參加。在測驗中，原屬部隊將打散，編成十一支臨時部隊進行為期一週的封閉環境測驗以及歷時兩天(最多36小時)的長時間戰鬥測驗。

## 登場人物
- 空閑遊真、三雲修、雨取千佳、迅悠一四人皆為主人公[2]。

空閑遊真
配音：村中知；邱佩轝（台灣）；顧詠雪（香港）
原本是居住在近界的少年，在父親死後，遵照他的留言來到日本尋找父親的朋友。由於缺乏社會常識，剛來到日本時曾因看不懂交通信號而被車子撞到，對於腳踏車和錢幣也感到不可思議。具有「能看穿人們的謊言」的伴隨效應。
三雲修
配音：梶裕貴；吳愷笛（台灣）；郭湛深（香港）
居住在日本三門市的少年，空閑遊真的同班同學，教導遊真在日本生活所需的各種規矩。特徵是眼鏡，周圍的人常叫他眼鏡君，擁有正義感，由於討厭無能為力的自己因此加入BORDER，本身的基礎三離子能力很低。
雨取千佳
配音：田村奈央；李昀晴（台灣）；羅婉楓（香港）
與三雲修同學校的二年級學生，天生具有強大的三離子能力而吸引近界民追捕，具備「能感知近界民的存在」的伴隨效應。
迅悠一
配音：中村悠一；吳東原→張敦喻（台灣）；鄺家進（香港）
BORDER玉狛支部的S級隊員，自稱實力派菁英，使用的黑觸發為風刃，具備「能看到眼前的人不久後的未來」的伴隨效應。

## 用語解說

### 觸發相關
觸發（Trigger）
在玄界主要由BORDER進行管理與使用的道具，原為近界民的文明所使用的技術。是唯一可以用來對抗三離子兵的武器。
觸發的形狀、功能、用途非常繁多，有用來當作武器使用的，也有能創造空間之類的。同一種觸發在不同的人手上會因為其體內的三離子器官的差異而有強弱差異。
三離子體
在啟動觸發時，使用者的肉體會被替換成三離子構成的戰鬥體，除非受到三離子攻擊，否則這具三離子體基本上不會受到傷害，同時運動能力也比肉身大幅強化。在觸發握把中有個收藏三離子體的空間，變成三離子體就是與肉體交換，將肉體收進這個空間裡。
三離子體會因為觸發攻擊而會有基本的痛覺，強度大約只會讓人知道自己哪邊受傷了，但也可以設定 完全關閉三離子體的痛覺。
所有的三離子體都擁有作為大腦的「傳達系統」與相當於心臟的「三離子器官」，兩者之一只要被擊破三離子體就無法繼續維持而破壞。當三離子體過度損傷或者三離子消耗殆盡時，「緊急脫離功能」就會自動啟動，強制返回基地。(此功能的製造成本很高，只有B級以上的正式隊員才能使用。)
三離子量多的人，在戰鬥中使用的三離子量較多，重新建構新的戰鬥體所花的時間則比較長。像千佳就比較花時間，修則是相較之下比較快(約1到2個小時左右)就能回歸戰鬥。
在三離子體的狀態下，可以自行解除變身。這情況可以視為「將三離子體收起來」的狀態。下次變身時可以直接將原有的三離子體拿出來用，但所受的傷不會復原。
三離子啟動時的服裝可以選擇為「換裝為指定服裝的戰鬥體」，以及「換裝為穿著現在服裝的戰鬥體」兩種。可以事先登錄幾種不同的服裝模式，並可以自由選擇。基本設計有好幾種款式，然後每支隊伍再依自己要求去做調整。看起來不會帶給市民們壓迫感的運動服，造型是最基本款的；也有包含各種功能的獨特改造隊服，例如風間隊隊服是專門為「變色龍」量身訂做的，與其他隊伍的隊服相比，他們的隊服要消耗更多三離子來製造。
三離子體身上的衣服鞋子可以設定成能脫掉，也可設定成不能脫。不能脫的設定會讓構造比較單純 ，能節省三離子的消費。BORDER出任務時的戰鬥體都設定成除了外套以外其他都不能脫的。

#### BORDER用觸發
使用三離子運作，類似手柄的機器。正規隊員用觸發（B级以上的队员）共能裝8種配置，以便在戰鬥中切換成攻擊用或防禦用。
根據應戰的距離，區分為攻擊手、槍手/射手、狙擊手。可以同時使用兩種觸發，分別為慣用手的主觸發，和另一隻手的副觸發。专用选配触发不受到同時只能使用两种触发的限制，但是与一般的选配触发需要安装在另一侧不同，专用选配触发需要安装在对应的主武器所在的同一侧的插槽上。（例如，旋空、推進器）。
正规队员用的触发除了8个可自定义配置外，还内置制式功能，如雷达、通讯系统、紧急脱离功能。黑触发是否有这些内置功能，要视具体的黑触发而定，训练生用的触发（C级队员）不会配备这些内置功能。
觸發禁止對一般人使用，只有BORDER的人才能持有觸發，而遊真指出觸發原本是近界民的東西。
為了避免傷及平民，BORDER的觸發都附有安全措施，當流彈射擊到肉身時只會造成昏厥。

##### 攻擊手用觸發
射程極短，威力較高的劍刃戰用觸發。
弧月（Kogetsu）
攻擊力:A/耐久力:A/輕盈度:C
BORDER最早開發出來的近身戰用觸發，重視平衡·萬能型。日本刀外形。最有人氣，有一定重量，形狀和長度無法改變，但攻擊力與耐久力有著高度的平衡。
代表人物:太刀川慶
弧月（枪）
长枪外形。以「由於構成弧月刀柄所需的三離子量比構築刀刃的低，因此如果能做出一把刃短柄長的弧月，那麼即使是三離子能力不強的人攻擊範圍也能有所提升」為出發點，於是就開發出了長槍。枪柄的长短可以伸缩以适应狭窄环境下运用。
代表人物:米屋陽介
旋空
孤月專用選配觸發，消耗三離子伸長刀刃，大範圍的增加攻擊範圍，且越靠近刀尖的刀身部位攻擊力越強。對射程的提升程度和距離呈現反比例，效果時間越短射程越長。像太刀川等大部分攻擊手，會持續發動旋空1秒將射程伸展到15米。而生駒則將此招進化，將發動時間縮短至0.2秒，射程會伸展到40米。
代表人物:生駒達人
幻踊
弧月專用選配觸發，能夠在攻擊時消耗三離子來使武器快速變形。
代表人物:米屋陽介
蠍子（Scorpion）
攻擊力:A/耐久力:D(刃伸得越長就越脆弱)/輕盈度:A
重視攻擊·奇襲型。速度型的攻擊手常用的輕型刀刃，也被全方位戰士作為副武器。伸縮自如，重量近乎零。耐久力不強，處於招架的時候容易被折斷，不利於守勢。優點在於可以任意變形，從身體的任何部位伸展出來攻擊，攻擊手段多變。
代表人物:迅悠一
是迅當初為了跟太刀川爭奪攻擊手第一時和工程師一同所開發出來的觸發。有多種應用方式，除攻擊外也可輔助自身，如應急繃帶，腳璞，或者鉤索。
形狀大致分為三類。迅和遊真的刀型單刃蠍子是重視均衡的「穩定型」。風間隊那種刀身上有空洞的蠍子是重視伸縮距離的「攻擊特化型」。而木虎的雙頭刃蠍子，是加裝了能以握把處為中心如風車般旋轉功能的「改造型」。
應用技
腳刀
把刀刃從腳上伸出好讓腳也可以進行攻擊。或是在腳部缺損的時候作為武裝義肢使用。
代表人物:木虎藍
鼴鼠爪
將刀刃從腳底伸入地下並奇襲敵人。
代表人物:風間蒼也
枝刃
在三離子體內使刀刃分枝，以製造出複數刀刃的攻擊。
螳螂
連結兩把蠍子，瞬間提高攻擊範圍的突襲技巧。為影浦發明的技巧，遊真在排名戰中也有學會使用。
代表人物:影浦雅人
飛刀
將蠍子變形為忍鏢，並投擲出去攻擊敵人，為遊真發明的技巧。
代表人物:空閑遊真
光魂（Raygust）
攻擊力:B(盾模式為E)/耐久力:B(盾模式為SS)/輕盈度:D
重視防禦·重裝型。防守型觸發，刀刃可以自由變形，也有「盾模式」，攻擊力下降同時耐久力變強。
雷藏因看不慣當時流行的射手觸發而以「對子彈觸發用刀刃」為理念，將盾與蠍子作為基底開發出來的觸發。
代表人物:木崎憐士
推進器（Thruster）
光魂專用選配觸發，刀身會噴出三離子製造推進力以增加速度與破壞力。

##### 槍手·射手用觸發
在中距離以彈雨攻擊對手的射擊戰用觸發。因为射出子弹需要耗费三离子，威力较剑刃类低，并且会消费较多三离子。
小行星（Astroid）
普通彈，威力極高，可自由調整射速、射程、威力。
飛錐（Gimlet）
穿甲彈，小行星+小行星的融合彈，具有極強的攻擊力及震撼效果。
代表人物:二宮匡貴
美特拉（Meteora）
炸裂彈，爆炸後能夠進行廣範圍攻擊的炸裂彈。
毒蛇（Viper）
變化彈，能夠自由設定飛行彈道的變化彈。
代表人物:那須玲
戰斧（Tomahawk）
變化炸裂彈，美特拉+毒蛇的融合彈，同時兼具兩者功效；變化彈需要長時間合成，但A級1位的出水公平可在兩秒內合出。
代表人物:出水公平
獵犬（Hound）
追蹤彈，自動追蹤目標的誘導彈。分追踪触力能体反应的“探知诱导”和凭借视线作出更准确诱导的“视线诱导”两种。有一定的最小诱导转向半径限制。敌人可以大角度机动来甩开追踪弹。
火蜥蜴（Salamander）
誘導炸裂彈，美特拉+獵犬的融合彈，同時兼具兩者功效。在B級排名戰第六戰時，B級5位的藏內和紀將此招首次亮相使出。
黄蜂（Hornet）
强化追踪弹，獵犬+獵犬的融合彈。追踪性能强化，有比普通追踪弹更小的诱导半径，以更为锐利的回转角度追踪，敌人难以通过大角度机动来甩开追踪弹；在B級排名戰第八戰時，B級1位的二宮匡貴將此招首次亮相使出。
代表人物:二宮匡貴

##### 狙擊手用觸發
長距離戰・狙擊任務的觸發。因為一擊會消耗大量三離子，所以不能連射。
白鷺（Eaglet）
威力:B/射程:S/彈速:A/連射:C/重量:C
重視射程距離・萬能型。外型偏向一般狙擊步槍的觸發。使用者三離子越高則射程越遠。
イーグレット用英文讀作「シラサギ （页面存档备份，存于）」的意思
外表接近Remington Model 700
閃電（Lightning）
威力:C/射程:B/彈速:SS/速射:B/重量:B
彈速重視・連發型。銳角外型的觸發。威力小，但是彈速快，是容易命中的輕傷連發型。使用者三離子越高則射速越快。
ライトニング用英文讀作「稲光」的意思
朱䴉（Ibis）
威力:SS/射程:A/彈速:B/速射:D/重量:D
威力重視・重砲轟炸型。對大型近界民用，反戰車步槍外型的觸發。威力高，重量偏重且彈速偏低，所以不容易命中。使用者三離子越高則威力越大。
アイビス用英文讀作「トキ （页面存档备份，存于）」的意思
外表接近 Barrett M82 / M107 （页面存档备份，存于）

##### 試作觸發
傳送者（Teleporter）
可消耗三離子瞬間移動到別處。缺點是最多只能移動到視線所及的數十公尺內。目前已知只有嵐山隊和加古有配備。
根據移動距離＝消費三離子量，進行間接休息。長距離(30m以上)的話休息時間會比較長，需要數秒左右。短距離(2-3m)的話則只要0.5秒左右。
代表人物:A級5位 嵐山隊、加古望
韋馱天（Idaten）
催生出普通三離子體難以想像的高速，攻擊前身體可藉由事先設置好的動作軌道來實現高速移動。缺點是一旦啟動軌道將無法再做更改，因此容易在啟動期間被敵方設置的陷阱給打中。已知只有雙葉有配備並在漫畫第127話首次亮相使出。
代表人物:黑江雙葉
偽裝信標（DummyBeacon）
將三離子注入以產生偽裝信標的球體觸發，透過與操作員的合作，藉此將假信標展現在雷達上以擾亂敵人。缺點是觸發過多信標會耗費極多的三離子，以及信標的行動模式較為機械化，仔細觀察是能與真人區別開的，在B級排名戰第七輪中，東隊使用此選配觸發來干擾三雲隊。
代表人物:B級6位 東隊
魔光（Makou）
弧月選配觸發，目前作用不明。已知只有雙葉有配備。
代表人物:黑江雙葉

##### 選配觸發
變色龍（Chameleon）
隱密觸發。能把自身身影融入背景之中，缺點是啟動時無法使用其他觸發。变色龙只是隐藏身型目视不可见，无法隐藏雷达信号，仍然可以被雷达被侦测到。
代表人物:A級3位 風間隊
蓑衣蟲（Bag Worm）
形狀是一件斗篷，能不被雷達偵測到，與變色龍相比雖然無法隱藏身形，使用時需要持续消耗微量三離子。是需要隐蔽狙击的狙擊手們的必用配備。
蓑衣虫标识（Bagworm Tag）
与蓑衣虫相同效果。几乎不消耗三離子，但代价是一旦设置了这个觸發，同侧的其它插槽会变得无法使用。只适合于不需要直接战斗的特殊工作兵、观测手的触发。
星印標示器（Star Maker）
槍手/射手專用選配觸發。能夠在子彈命中位置留下記號，對隱密作戰有效。在第二次大規模侵略戰時諏訪隊使用該選配觸發在艾涅德拉的心臟處上，以便忍田部長能夠清楚艾涅德拉的弱點。
代表人物:B級12位 諏訪隊
蜘蛛（Spider）
產生鋼線、纜線的選配觸發，可以纏住敵人使其難以活動，並可與其他觸發搭配使用，適合三離子較低的隊員，三雲修在排名戰中也有學會使用。
可調整顏色使之難以察覺，但設置蜘蛛的隊伍可以透過操作員的視覺支援使隊友容易看見蜘蛛。
代表人物:木虎藍
蚱蜢（Grasshopper）
能夠產生站立並跳躍的支撐平面，能進一步提升移動能力的靈活性。
可以分割成很多塊。但隨著數量增加，單一踏版的彈力會變弱；踏板使用一次就會消失，空閑在排名戰中也有學會使用。
代表人物:綠川駿
應用技
彈珠台（Pinball）
一次產生多個蚱蜢，讓戰鬥員能在多個平面上進行高速彈跳位移。
代表人物:空閑遊真
盾（Shield）
防禦用觸發。防禦範圍越小耐久力越強。可遠距離使用以支援隊友，大約可以擋到25公尺之外，這也是盾比光魂(盾)模式優秀的點之一。也可當成子彈般切細分割使用。多數隊員會配備兩個盾以確保防禦強度。
鉛彈（Lead Bullet）
射擊用選配觸發，子彈顏色為黑色。射速較一般子彈慢，三離子體被打到的話在中彈部位會產生出砝碼。以三輪為例，一發鉛彈重量約100kg，遊真的錨印威力則強那一倍。
因不具攻擊力所以不會被盾觸發所干涉阻擋。但遇上護城盾這類將三離子物質化成的實體防壁則會被擋住。
在近戰中使用需要有能在攻擊手的攻擊範圍內周旋的身段，以及能邊跑動邊命中的射擊技術，是只有高手適用的觸發。
也可與狙擊槍搭配，如閃電+鉛彈，利用其彈速優勢來達成快速連擊鉛彈的效果。為鳩原發明的技巧，但因她的三離子不夠多而作罷，之後因千佳龐大般的三離子而得以實現這項技能。
護城盾（Escudo）
防禦力極高，能擋下拉比特的炮擊，形狀就像一面牆，依大小分為重型盾(上下各一面可扣住人)和輕型盾(僅一面用作遮蔽物)。
不可變形，不可移動，耐久力高，必須緊靠地面或墙壁等才能長出来，與盾一樣大約可以擋到25公尺之外，但如果是有足夠的三離子的人(如休斯) 也可以在更遠的地方發動。遇上旋空或推進斬等高攻擊的斬擊容易被切開。
由於是將三離子物質化成的實體防壁所以可以防禦鉛彈這類不受盾干涉的觸發。
據邁克爾所述是很舊的觸發，而且使用時會消耗很多三離子，所以極少人用。由於是舊時代的觸發，所以上面還保留舊BORDER的標誌(現為玉狛標誌)。
代表人物:迅悠一

##### 玉狛客製化觸發
雙月、雙月（斧）
使用者:小南桐繪
針對小南特製的火力重視型觸發，外型為兩把手斧，輕巧並且耐用，可以使用連接器將兩把手斧融合成一把大型戰斧，在戰斧狀態下雖然體積較大，仍然保持其較輕的重量，並有極高的攻擊力，可以一擊瞬殺神之國研發的新型三離子兵拉比特。
連接器（コネクター，Connecter）
专用选配触发，可以把兩把手斧連接融合成一把大型戰斧。
幽影（Guist）
使用者:烏丸京介
解除三離子限制，不安定的三離子會四處在三離子體流竄，藉此提高攻擊力、速度、防禦力等等。缺點是一旦啟動，三離子會開始從三離子體逸散出去，因此最多只能使用284秒（時間取決於剩餘三離子量），一旦超過就會緊急脫出。
全武裝（Full Arms）
使用者:木崎憐士
手持兩種槍型觸發，肩膀上也搭載兩種，背上則有兩面光魂盾模式的人形火藥庫。武器輸出力異常之高，但因為彈藥龐大而容易耗費三離子。

#### 神之國用觸發
雷之羽
持有者:蘭巴涅因
能力: 強化型觸發。具備飛行與砲擊機能，可以讓持有者三離子體一邊飛行，一邊射擊三離子砲。是相當難對付的觸發。只有一句話能形容「超級砲轟觸發」。
蝶之盾
持有者:休斯
能力: 強化型觸發。能運用磁力碎塊反射進行攻擊、移動、捕捉及發信，在黑暗中甚至可以透過操作而變得不可視，阿夫特克拉托爾軍方所精心製作的最新觸發。

##### 伽洛普拉用觸發
處刑者
持有者:嘉特林
能力: 一般觸發。背部會長出需要用黑觸發才能切斷的堅硬四肢，四肢上有極其鋒利的刀刃可供攻擊。
舞者（デスピニス）
持有者:拉塔利可夫(奧爾康·馬達克)
能力: 一般觸發。身邊會出現類似飛盤的光環切割武器，有著類似小行星的操控方式。
大砲
持有者:嘉特林
能力: 一般觸發。安裝時手腕部分會變成大砲，其威力大到可一擊將光魂炸成碎片。
黒壁
持有者:科斯凱洛
能力: 一般觸發。形似類似黏滑的半透明液體。被液體包裹的身體部位會造成無力感。被包裹住的部位無法用三離子刀刃砍斷，三離子以外的物質則能通過該液體。
劍龍（ステゴサウルス）
持有者:雷基德斯
能力: 一般觸發。會伸出類似一排劍刺的長條物攻擊敵人。
藁之兵（セルヴィトラ）
持有者:薇恩·蘇
能力: 一般觸發。使用時會呈現多數鏡面分身狀態，也能偽裝成對手來達到欺敵效果。

#### 黑觸發
黑觸發（Black Trigger）
黑觸發的性能與普通觸發相差懸殊。擁有優秀三離子能力的人為了在死後讓自己的能力留於世間，傾注了自己的生命和全部三離子而製作的特殊觸發。黑觸發強烈反應出製作者的人格和性格，也因此如果與製作者契合度不合的話就無法啟動。

##### BORDER持有
空閑遊真的黑觸發 (未有正式名稱)
製作者：空閑有吾
持有者：空閑遊真
能力：學習對手的能力，內化成『印』並納為己用。印本身能夠以倍數疊層的方式強化效果，另外也能透過既存的印互相配合形成特殊的攻擊
- 『彈』BOUND: 可以彈開、震開物體，或是當作跳台使用。
- 『強』BOOST: 可以強化三離子功能。
- 『盾』SHIELD: 可以張設護盾、防禦攻擊。
- 『鎖』CHAIN: 將三離子化為鎖鍊捕捉目標。
- 『錨』ANCHOR: 將三離子化為鉛塊拖慢目標。
- 『射』BOLT:將三離子化為子彈射擊目標。
- 『門』GATE: 能開起侵略門。
- 『響』ECHO: 放出超音波探知附近情況。

風刃（Fūjin）
製作者：最上宗一
持有者：迅悠一（迅將其交回本部，交換條件是讓遊真得以加入BORDER）→三輪秀次（大規模侵略戰時短暫持有，期間跟「神之國」- 海連對抗，最後給予其重創，戰後交還給本部）→ 保管於本部 → 迅悠一（基地遠征船防衛戰時短暫持有，期間攻擊「嘉洛普拉」- 嘉特林、薇恩·蘇、拉塔利可夫(奧爾康·馬達克)一行人，使其合力用五面盾抵擋風刃；之後用風刃擊敗科斯凱洛，戰後交還給本部）→保管於本部
BORDER高層表明允許在情況需要時讓任何適用者使用。
能力：能夠像電流傳導一般，透過物體傳導斬擊，只要是目所能及的範圍內都能夠進行攻擊。發動能力時刀身周圍會出現代表使用次數的光帶，耗盡之後需要重新裝填，殘彈數量取決於三離子能力，迅有11發，而三輪有6發，
此黑觸發對人格和性格要求並不高，因此有約20位BORDER隊員可以啟動，他們統稱「風刃的候補者」，包括迅、三輪、風間、嵐山、木虎、加古、佐伯、片桐、雪丸、村上、弓場、生駒等，但攻擊手第一位的太刀川不能啟動。
天羽月彥的黑觸發 (未有正式名稱)
製作者：不詳
持有者：天羽月彥
能力：目前僅知道是力量型，能將一座城市夷為平地。

##### 神之國持有
星之杖（Organon）
持有者: 維札
能力: 能製造出帶有刀刃的圓環並使其繞著身體高速旋轉，可同時進行防禦及攻擊，手杖本身尚具備杖劍的機能。
被阿夫特克拉托爾視為國寶的黑觸發，性能不言自明，加上持有者維札本人豐富的戰鬥經驗，可以說相當難對付的一把觸發。但是不敗紀錄被遊真打破。
卵之冠（Alektor）
持有者: 海連
能力: 製造出50種以上的生物型態的子彈，被子彈打中的話，不論是三離子體還是三離子武器，都會被壓縮成三離子方塊，但面對非三離子的物體無法產生效果。
泥之王（Borboros）
持有者: 艾涅德拉及其他適用者
能力: 能讓自身的三離子自由的在液體，固體，氣體之間任意轉換並進行攻擊，傳達系統與三離子器官時常在體內遊走難以攻擊。
窗之影
持有者: 蜜拉
能力: 能進行空間跳躍，能用名為大窗、小窗的詭異攻擊進行遠距離攻擊。

### 三離子相關
三離子（Trion）
三離子是作為觸發的動力來源，為生體能源。三離子是由一個叫「三離子器官」的看不見的內臟所產生的。每個人類的心臟旁邊都有這個三離子器官，三離子器官就像每個人的肌力與運動神經一樣，因個人體質而有性能的優劣。三離子器官的性能會直接影響觸發的功率，當三離子性能不同的人使用同一把觸發，威力會有所不同，以此體現兩人三離子能力的差距。
作者在提問專欄中曾回答:「越年輕，三離子器官就越容易成長」，這也是為何BORDER的隊員高達九成的人是由青少年構成的緣故。
伴隨效應／副作用（Side Effect）
擁有高性能三離子的人，三離子會對大腦等感知感官產生影響，例如人类能力的延伸，甚至是稀有的超感知。只有少數三離子高的人才會有伴隨效應。
而BORDER將伴隨效應的級別分為四種，將低到高分別是
- C級的強化五感（如菊地原的聽覺強化）
- B級的特殊體質（如影浦的情緒感應體質）
- A級的超技能（如陽太郎的動物溝通）
- S級的超感覺（如迅的預知未來）

又稱「境界防衛機構」。獨自研究「近界民」的技術，保護城市的和平不被近界民侵擾。4年前在三門市建立巨大基地，建立對近界民用的防衛體制。基地以觸發作為入口鎖匙。基地裝有誘導裝置，用以控制近界民出沒的範圍在基地附近。被BORDER保護的人，為了保密會被處理記憶，被處理過記憶的人會不記得遇難當天發生的事情。

BORDER分為階級制，通過在級別戰中獲勝而不斷提高自己隊伍的排名。C級隊員(訓練生)約400名以上，B級隊員(主力)約100名，A級隊員(精銳)約30名，亦有S級隊員(黑觸發會自動被列入)存在。當累積點數升到4000點時便可升為B級隊員，就能尋找與自己有絕佳默契的隊友組成一隊。只要隊伍裡有一名戰鬥員和一名操作員就能達成隊伍組成的條件，隊伍最多只能有四名戰鬥員，超過這數字會造成操作員的負擔，讓她無法對戰鬥員進行情報支援。

A級隊伍有9隊(包括不參與排名戰的玉狛第一)、B級隊伍有21隊(加上阿夫特克拉托爾大規模侵略戰完結後組成的玉狛第二)。其指揮官系統為了避免重複命令，只有直屬上級能夠命令下屬，比如說支部長只能發命令給直屬於支部的隊員。現在因為其成員理念的不同，分成三大派閥，為「城戶派」、「忍田派」、「玉狛派」(不過實際上隊員各自的理念未必和所屬派閥相同)。

BORDER三大派閥
- 城戶派：標榜「絕不原諒近界民主義」，成員大多對近界民懷有恨意，是BORDER內部的最大派系，遠征部隊的成員也大多屬於此派。
- 忍田派：標榜「城市和平優先主義」，並不仇視近界民，僅僅為了城市和平而戰。
- 玉狛派：「近界民也有好人，讓我們好好相處主義」，認為近界民不全然是壞人，也有好人存在，傾向與他們和平共處。由於與城戶派的想法大相逕庭，關係不是太好。人數雖然少不過成員都是精銳。
- 自由派：非固定三大派閥，只為了自己隨行。

- 隊伍組成規定：隊長和操作員皆由BORDER高層指定，隊員則由各隊隊長依照每輪抽籤順序去選擇第一池、第二池、第三池的戰鬥員。 原本同隊的隊友不可進入同一隊，包含該隊隊長以及操作員。(舉例：隊長在第一池選擇空閑，第二池則不能選擇三雲、雨取，第三池也不能選擇休斯。)
- 那須玲因身體健康考量，不參與這次遠征選拔。
- 三位操作員宇佐美栞、橘高羽矢、人見摩子沒有被BORDER指定到，會成為幕後人員協助測驗。

遠征模擬-戰鬥模擬演習(諏訪第七隊)對戰順序（漫畫215話公開）
| 場次         | 隊伍         |
| ------------ | ------------ |
| 第一場比賽   | 水上第九隊   |
| 第二場比賽   | 村上第十隊   |
| 第三場比賽   | 歌川第一隊   |
| 第四場比賽   | 古寺第六隊   |
| 第五場比賽   | 二宮第八隊   |
| 第六場比賽   | 休息         |
| 第七場比賽   | 若村第十一隊 |
| 第八場比賽   | 王子第二隊   |
| 第九場比賽   | 柿崎第三隊   |
| 第十場比賽   | 北添第四隊   |
| 第十一場比賽 | 來馬第五隊   |

### 近界民相關
近界民（Neighbor）
穿越開啟的「門」，來到三門市的異世界侵略者。這個世界稱呼的「近界民」，其絕大部分都是稱呼被製造來打仗的兵器「三離子兵」（ Trion兵）。實際上住在門的另一側的近界民，有跟人類一樣的外觀。三離子兵是衝著三離子而來到這個世界，三離子強就生擒，弱的就提取三離子器官，搜集到的兵器和三離子會帶到近界並用於戰爭。

#### 三離子兵
霸姆斯塔
「捕獲用」三離子兵，大小約等於2-3樓高的房屋，三門市民提到的「近界民」，絕大多數應該都是想到牠。專門捕捉市民，巨大堅硬但不強，在BORDER的近界民對戰訓練中被評估為「初學者級」。
莫爾默德
「戰鬥用」三離子兵，大小約等於一輛長了腳的小客車；刀刃是三離子兵中硬度最強的；遊真對其初始評價為20個三雲修才有辦法打敗的三離子兵。
伊魯加
「轟炸用」三離子兵，飛行型，大小約跟寬型小學一樣大。受到巨大創傷後會以人類最多的地方墜落，並用內藏的三離子自爆。在自爆模式時的伊魯加，裝甲相當堅硬，普通的攻擊很難砍斷，不過太刀川能將其輕鬆斬斷。
拉德
「隱密偵察用」的小型三離子兵，不具攻擊力，大小相當於打掃機器人，體積小所以數量龐大。改造型帶有門產生裝置，能打開與異次元連接大門，存放在霸姆斯塔的腹部。它們從霸姆斯塔分離後隱匿在沒人的地下分散，會從路人身上慢慢收取三離子，藉此開門，收集完後選在人多的地方做好門的啟動準備。
磅達
「捕獲、炮擊用」中型三離子兵，大小約等於狂瘦下來的霸姆斯塔。本身可從眼部不斷的發射出砲擊，在中距離的狀態下非常的難搞定，但只要鎖定炮擊的時間間隔攻擊眼部，便可達到一擊必殺。
拉比特
神之國阿夫特克拉托爾研發的新型三離子兵，造價昂貴，所需的三離子量等同三隻伊魯加，與同為捕獲用的霸姆斯塔功能相同，目標卻不同。是「捕捉觸發使用者用」的三離子兵，捕捉隊員時會將胸口像艙門一開打開後，會將被捕捉者變成方塊化並儲藏在身體裡頭後繼續捕捉隊員，接近人型，高約3公尺，戰鬥力很高，其中的改造體可以使用與近界民觸發同樣的能力。
多葛
「偵查、集團戰鬥用」三離子兵，外型類似狗，戰鬥方式類似射手，會憑空製造出三離子子彈攻擊對手。在之前的偵查中，嘉洛普拉將多葛隱藏在莫爾默德中，在其被打倒後，多葛就得以出來開啟偵查模式，以對BORDER的戰力進行評估。被天羽評估雖是雜兵但量多，顏色也是起擾亂作用的。
愛朵拉
神之國附屬國羅德庫隆研發的三離子兵，集團戰鬥用三離子兵，外型類似人，遇到狙擊會協同其他愛朵拉一起張開疊加盾，戰鬥方法和磅達類似，能從眼睛放出砲擊。單體戰鬥力被天羽評為比莫爾默德還要弱，顏色與B級下位差不多，但只要集結起來顏色會稍微變化（變強）。

### 地理相關
這邊的世界
與被稱為「那邊的世界」的近界相對，被近界民通稱為「玄界」，作品中的非近界民角色則常以「地球」稱呼。
與近界相比人口十分龐大，三離子技術相比近界較弱，但近幾年在這方面的發展迅速。
已知玄界上有著「日本」、「加拿大」兩個國家，並有「大阪」這個城市。
玄界的十二星座與現實的地球不同（遊隼座至蜜蜂座，日期分別對應現實的白羊座至雙魚座）。
三門市
本作故事主要的舞台，玄界目前唯一一處與近界連結「門」的所在地（其實門可以出現在玄界任何一處，BORDER則是故意誘導使近界的門只能開在此處）。
近界（Neighbourhood）
那邊的世界也有不同國家。
在近界中，國家並不是依照國境劃分的。在黑暗中，循著固定的軌道繞行著「黑暗之海」的國家，被稱為「行星國家」；不具有固定軌道的星球，則被稱為「亂星國家」。
阿夫特克拉托爾
近界最強大的軍事國家，別稱「神之國」，是依靠大規模侵入這邊世界的行星國家。國家由四大家族統治，在七年前還保有13支黑觸發。將與母觸發同化的人稱為「神」，阿夫特克拉托爾利用侵攻的手段捕捉三離子量龐大的人成為士兵與「神」來維持國家的繁榮。因為現任的「神」壽命將盡，國家有滅亡的可能，而多次發動侵攻試圖尋找能成為「神」的人才。同時，能得到下任神的家族將有執掌國家大權的可能，各大家族都在為此努力奔走。
阿夫特克拉托爾是希臘語的「皇帝」的意思。
梅羅艾迪斯
只知道是由A級1位、A級2位、A級3位隊員前往遠征的國家，並從該國家取得四把未知觸發，其餘詳細情況不明。
利貝里
有著廣大海洋的水世界，別稱「海洋國家」。是在第二次大規模侵略中離玄界最近的四個國家之一。
雷歐佛利歐
國家以騎乘特殊的三離子兵的戰法聞名，別稱「騎兵國家」。是在第二次大規模侵略中離玄界最近的四個國家之一。
奇翁
以嚴苛氣候與地形阻敵，別稱「冰雪大國」。是在第二次大規模侵略中離玄界最近的四個國家之一。
卡爾瓦里亞
四年前遊真與父親有吾曾生活、協助過的國家。別名「城塞國家」。遊真說那是一個「擅長依靠城堡進行守城戰，但並不算是很強的國家」。名稱與特徵是在動畫版中提及的。
伽洛普拉
從屬於阿夫特克拉托爾的國家。雖是小國但士兵都是菁英，使用的觸發也多為可以一對多的類型。在阿夫特克拉托爾攻擊玄界失敗後，下令伽洛普拉派出小隊對玄界進行破壞阻止對方的反擊。
羅德克倫
從屬於阿夫特克拉托爾的國家。提供了200隻多葛和95隻愛朵拉給予伽洛普拉進攻玄界。

## 出版書籍

### 漫畫
| 卷數 | 集英社        | 集英社                 | 東立出版社     | 東立出版社                           | 封面人物                                            |
| 卷數 | 發售日期      | ISBN                   | 發售日期       | ISBN                                 | 封面人物                                            |
| ---- | ------------- | ---------------------- | -------------- | ------------------------------------ | --------------------------------------------------- |
| 1    | 2013年7月4日  | ISBN 978-4-08-870809-6 | 2014年2月12日  | ISBN 978-986-348-035-8               | 空閑遊真                                            |
| 2    | 2013年9月4日  | ISBN 978-4-08-870841-6 | 2014年3月25日  | ISBN 978-986-348-036-5               | 三雲修                                              |
| 3    | 2013年12月4日 | ISBN 978-4-08-870863-8 | 2014年4月25日  | ISBN 978-986-348-037-2               | 雨取千佳                                            |
| 4    | 2014年2月4日  | ISBN 978-4-08-880029-5 | 2014年6月5日   | ISBN 978-986-348-462-2               | 迅悠一                                              |
| 5    | 2014年4月4日  | ISBN 978-4-08-880060-8 | 2014年7月7日   | ISBN 978-986-348-869-9               | 風間倉也                                            |
| 6    | 2014年6月4日  | ISBN 978-4-08-880131-5 | 2014年8月7日   | ISBN 978-986-365-213-7               | 木虎藍                                              |
| 7    | 2014年9月4日  | ISBN 978-4-08-880177-3 | 2014年10月17日 | ISBN 978-986-365-891-7               | 小南桐繪                                            |
| 8    | 2014年10月3日 | ISBN 978-4-08-880195-7 | 2014年11月25日 | ISBN 978-986-382-087-1               | 出水公平                                            |
| 9    | 2015年1月5日  | ISBN 978-4-08-880296-1 | 2015年3月31日  | ISBN 978-986-382-681-1               | 三輪秀次                                            |
| 10   | 2015年3月4日  | ISBN 978-4-08-880332-6 | 2015年5月15日  | ISBN 978-986-431-094-4               | 空閒遊真、Replica、三雲修                           |
| 11   | 2015年6月4日  | ISBN 978-4-08-880368-5 | 2015年7月30日  | ISBN 978-986-431-676-2               | 諏訪洸太郎                                          |
| 12   | 2015年9月4日  | ISBN 978-4-08-880463-7 | 2015年11月12日 | ISBN 978-986-462-194-1               | 那須玲                                              |
| 13   | 2015年12月4日 | ISBN 978-4-08-880499-6 | 2016年2月4日   | ISBN 978-986-462-775-2               | 二宮匡貴                                            |
| 14   | 2016年3月4日  | ISBN 978-4-08-880629-7 | 2016年4月29日  | ISBN 978-986-365-058-4               | 繪馬讓                                              |
| 15   | 2016年6月3日  | ISBN 978-4-08-880687-7 | 2016年7月29日  | ISBN 978-986-470-534-4               | 太刀川慶                                            |
| 16   | 2016年9月2日  | ISBN 978-4-08-880777-5 | 2016年11月7日  | ISBN 978-986-482-001-6               | 修斯、林藤陽太郎                                    |
| 17   | 2016年12月2日 | ISBN 978-4-08-880822-2 | 2017年2月9日   | ISBN 978-986-482-491-5               | 香取葉子                                            |
| 18   | 2017年3月3日  | ISBN 978-4-08-881021-8 | 2017年4月27日  | ISBN 978-986-486-070-8               | 生駒達人                                            |
| 19   | 2018年12月4日 | ISBN 978-4-08-881740-8 | 2019年3月13日  | ISBN 978-957-26-2353-4               | 村上鋼                                              |
| 20   | 2019年6月4日  | ISBN 978-4-08-881853-5 | 2019年10月16日 | ISBN 978-957-26-3664-0               | 東春秋                                              |
| 21   | 2019年12月4日 | ISBN 978-4-08-882150-4 | 2020年6月5日   | ISBN 978-957-26-4659-5               | 弓場拓磨                                            |
| 22   | 2020年6月4日  | ISBN 978-4-08-882319-5 | 2020年10月19日 | ISBN 978-957-26-5465-1               | 雨取千佳                                            |
| 23   | 2021年2月4日  | ISBN 978-4-08-882497-0 | 2021年9月3日   | ISBN 978-957-26-6573-2               | 忍田瑠花、林藤陽太郎、雷神丸                        |
| 24   | 2021年12月3日 | ISBN 978-4-08-882770-4 | 2022年7月1日   | ISBN 978-957-26-8392-7               | 諏訪洸太郎、隱岐孝二、三雲修、 香取葉子、宇井真登華 |
| 25   | 2022年9月2日  | ISBN 978-4-08-883173-2 | 2023年2月10日  | ISBN 978-626-34-7363-8               | 水上敏志、荒船哲次、樫尾由多嘉、 照屋文香、今結花   |
| 26   | 2023年6月2日  | ISBN 978-4-08-883461-0 | 2023年12月1日  | ISBN 978-626-372-404-4（首刷附錄版） | 北添尋、外岡一斗、菊地原士郎、 南澤海、染井華       |
| 27   | 2024年5月2日  | ISBN 978-4-08-883852-6 | 2025年1月6日   | ISBN 978-626-02-2616-9（首刷附錄版） | 二宮匡貴、東春秋、雨取千佳、 繪馬讓、加賀美倫       |
| 28   | 2025年2月4日  | ISBN 978-4-08-884367-4 |                |                                      | 若村麓郎、半崎義人、笹森日佐人、 休斯、細井真織     |

### 公式書
| 卷數 | 書名 | 集英社       | 集英社                 |
| 卷數 | 書名 | 發售日期     | ISBN                   |
| ---- | ---- | ------------ | ---------------------- |
| 全   |      | 2016年3月9日 | ISBN 978-4-08-880704-1 |

## 電視動畫
- 2014年5月27日公布改編為動畫，並於同年10月播放[3]。
- 2014年10月5日開始播出第一期，為年番。2015年10月11日，剧情进度已经与原作相当接近且快速追上连载进度。才播出故事情節完全原創的第二期，第49話至第63名話為逃亡者篇，新角色登場，在64話以後再度回到了原作主線劇情。
- 2016年4月3日，由于动画在播放到B级排名战篇时，剧情进度已经与原作相当接近且快速追上连载进度。因而不得已在2016年4月3日，在第73话（漫画连载到B级排名战篇）播出后宣告动画暂时完结，目前动画全73话（第一期48话、第二期25话，兩期是連續播出）。
- 2019年12月21日公佈決定製作新系列動畫，于2021年1月10日凌晨[注 2]播放[4]。

### 製作團隊
- 原作：葦原大介
- 系列監督：本鄉滿（1st第1－48話）→小川孝治（1st第49話－73话）→畑野森生（2nd、3rd）
- 系列構成：吉野弘幸（1st第1－48話）→境防人（1st第49話－73话）→吉野弘幸（2nd、3rd）
- 人物設計：海谷敏久、鶴田仁美（第1－48話）
- 美術監督：今野慎一
- 美術設定：李炫定、野村正信
- 道具設計：
- 色彩設計：一瀨美代子、清田直美
- 攝影監督：五十嵐慎一
- CG監督：加藤康弘
- 編集：片瀨健太
- 音樂：川井憲次
- 首席製作人：松久智治、清水慎治、水谷圭、鷲尾天
- 製作人：水圭、永富大地、柳井寬史
- 製作協力：東映
- 製作：朝日電視台、東映動畫

### 主題曲
片頭曲
- 「GIRIGIRI」（第1－23話）

作詞：聲納口袋，作曲：聲納口袋、KAY，編曲：KAY、Shunsuke Harada，主唱：Sonar Pocket，公司：德間日本傳播，發售日期：2014年11月5日
- 「明日之光」（アシタノヒカリ）（第24－47話）

作詞：溝口貴紀、日高光啟，作曲：丸山真由子，編曲：Ats-，主唱：AAA，公司：Avex trax，發售日期：2015年5月27日
- 「夢之觸發」（ドリームトリガー）（第48－73話）

作詞：安田尊行，作曲：HAMA-kgn，編曲：MIRAI SHOW，主唱：Pile，公司：勝利娛樂，發售日期：2015年11月4日
- 「Force」（第2期第1－12話）

作詞：大森元貴，作曲：大森元貴，編曲：大森元貴、UTA，主唱：TOMORROW X TOGETHER。
- 「時間因素」（タイムファクター）（第3期第1－14話）

作詞：柳田周作，作曲：柳田周作，編曲：小山寿神，主唱：神不擲骰。
片尾曲
- 「未來永劫」（未来永劫）（第2期第1－12話）

作詞：柳田周作，作曲：柳田周作，編曲：小山寿神，主唱：神不擲骰。
- 「雲外憧憬」（雲外憧憬）（第3期第1－14話）

作詞：Onyu，作曲：LowFat，編曲：LowFat，主唱：FantasticYouth。

### 劇集列表
| 話數                  | 日文標題 | 中文標題               | 香港標題               | 劇本       | 分鏡              | 演出               | 作畫監督                                                                                | 總作畫監督                  |
| 第1期                 | 第1期    | 第1期                  | 第1期                  | 第1期      | 第1期             | 第1期              | 第1期                                                                                   | 第1期                       |
| 邂逅篇                | 邂逅篇   | 邂逅篇                 | 邂逅篇                 | 邂逅篇     | 邂逅篇            | 邂逅篇             | 邂逅篇                                                                                  | 邂逅篇                      |
| --------------------- | -------- | ---------------------- | ---------------------- | ---------- | ----------------- | ------------------ | --------------------------------------------------------------------------------------- | --------------------------- |
| 1                     |          | 來自異世界的來訪者     | 異世界的來訪者         | 吉野弘幸   | 本鄉滿            | 本鄉滿             | 袴田裕二                                                                                | 海谷敏久                    |
| 2                     |          | 近界民與三離子兵       | 近界民與三離子兵       | 吉野弘幸   | 小山賢            | 上田茂             | 小林一幸、井口忠一                                                                      | 海谷敏久                    |
| 3                     |          | 三雲修的實力           | 三雲修的實力           | 吉野弘幸   | 暮田公平          | 唐澤和也           | 生田目康裕                                                                              | 海谷敏久                    |
| 4                     |          | A級5位，嵐山隊的木虎藍 | A級5位，嵐山隊的木虎藍 | 野村祐一   | 川崎芳樹          | 川崎芳樹           | 井上榮作                                                                                | 海谷敏久                    |
| 5                     |          | 實力派菁英，迅悠一     | 實力派精英，迅悠一     | 高橋奈津子 | 本鄉滿            | 本鄉滿             | 海谷敏久                                                                                | 海谷敏久                    |
| 6                     |          | 雨取千佳的伴隨效應     | 雨取千佳的伴隨效應     | 橫谷昌宏   | 地岡公俊          | 地岡公俊           | 直井正博                                                                                | 海谷敏久                    |
| 黑觸發爭奪戰篇        |          |                        |                        |            |                   |                    |                                                                                         |                             |
| 7                     |          | 三輪隊的強襲           | 三輪隊的強襲           | 吉野弘幸   | 志水淳兒          | 唐澤和也           | 小泉昇                                                                                  | 海谷敏久                    |
| 8                     |          | 黑色觸發者             | 黑觸發                 | 野村祐一   | 森健              | 中村明博           | 佐藤元                                                                                  | 海谷敏久 鶴田仁美           |
| 9                     |          | 名為BORDER的組織       | Border的組織           | 高橋奈津子 | 神谷純            | 神谷純             | 河島裕樹                                                                                | 海谷敏久                    |
| 10                    |          | 玉狛支部               | 玉狛支部               | 橫谷昌宏   | 森健              | 上田茂             | 鶴田仁美                                                                                | 不適用                      |
| 11                    |          | 各自的決心             | 各自的決心             | 吉野弘幸   | 小山賢            | 小山賢             | 袴田裕二                                                                                | 不適用                      |
| 12                    |          | 玉狛的A級隊員          | 玉狛的A級隊員          | 高橋奈津子 | 川崎芳樹          | 川崎芳樹           | 生田目康裕                                                                              | 不適用                      |
| 13                    |          | BORDER最強團隊         | Border的頂級隊伍       | 橫谷昌宏   | 本鄉滿            | 本鄉滿             | 海谷敏久                                                                                | 不適用                      |
| 14                    |          | NO.1攻擊者，太刀川慶   | 最強的攻擊手，太刀川慶 | 橫谷昌宏   | 中村明博          | 中村明博           | 井上榮作                                                                                | 不適用                      |
| 15                    |          | 黑色觸發者，風刃       | Black Trigger，風刃    | 高橋奈津子 | 唐澤和也          | 唐澤和也           | 小泉昇                                                                                  | 不適用                      |
| 16                    |          | 開始轉動的未來         | 開始轉動的未來         | 橫谷昌宏   | 土田豐            | 土田豐             | 直井正博                                                                                | 不適用                      |
| BORDER入隊篇          |          |                        |                        |            |                   |                    |                                                                                         |                             |
| 17                    |          | BORDER正式入隊         | Border正式入隊         | 野村祐一   | 神谷純            | 神谷純             | 河島祐樹、高岡希一                                                                      | 不適用                      |
| 18                    |          | 三雲修 VS 風間蒼也     | 三雲修對風間蒼也       | 橫谷昌宏   | 森健              | 上田茂             | 袴田裕二                                                                                | 鶴田仁美                    |
| 19                    |          | 排名戰！綠川駿的策略   | 級別戰，綠川駿的策略   | 吉野弘幸   | 角銅博之          | 角銅博之           | 生田目康裕                                                                              | 鶴田仁美                    |
| 20                    |          | 衝突！遊真 VS 綠川     | 激戰，遊真對綠川       | 高橋奈津子 | 小山賢            | 小山賢             | 直井正博                                                                                | 鶴田仁美                    |
| 21                    |          | 近界民的世界           | 近界民的世界           | 橫谷昌宏   | 川崎芳樹          | 川崎芳樹           | 信實節子、荒木英樹                                                                      | 鶴田仁美                    |
| 大規模侵略戰篇        |          |                        |                        |            |                   |                    |                                                                                         |                             |
| 22                    |          | 大規模侵攻開始         | 大規模侵略戰開始       | 吉野弘幸   | 森健              | 中村明博           |                                                                                         | 海谷敏久                    |
| 23                    |          | 神之國阿夫特克拉托爾   | 神之國阿夫特克拉托爾   | 野村祐一   | 地岡公俊          | 地岡公俊           | 小泉昇                                                                                  | 鶴田仁美                    |
| 24                    |          | 玄界的雛鳥             | 玄界的雛鳥             | 高橋奈津子 | 土田豐            | 土田豐             | 井上榮作                                                                                | 海谷敏久                    |
| 25                    |          | BORDER最強的部隊       | Border最強隊伍         | 吉野弘幸   | 神谷純            | 神谷純             | 高岡希一、吉田徹 橫山紗弓                                                               | 鶴田仁美                    |
| 26                    |          | 激鬥！艾涅德拉VS風間隊 | 激戰，艾涅德拉對風間隊 | 吉野弘幸   | 角銅博之          | 角銅博之           | 袴田裕二                                                                                | 海谷敏久                    |
| 27                    |          | 反擊的BORDER           | 反擊的Border           | 野村祐一   | 本鄉滿            | 上田茂             | 生田目康裕、井上榮作                                                                    | 鶴田仁美                    |
| 28                    |          | 星之杖的使用者         | 星之權杖的使用者       | 高橋奈津子 | 森健              |                    | 直井正博                                                                                | 海谷敏久                    |
| 29                    |          | 命運的分歧點           | 命運的分歧點           | 吉野弘幸   | 小山賢            | 小山賢             | 大西陽一                                                                                | 鶴田仁美                    |
| 30                    |          | 敵將海連               | 敵將海連               | 橫谷昌宏   | 川崎芳樹          | 川崎芳樹           | 信實節子、高橋英吉                                                                      | 海谷敏久                    |
| 31                    |          | 三雲修的覺悟           | 三雲修的覺悟           | 野村祐一   | 角銅博之          | 土田豐             | 小泉昇                                                                                  | 鶴田仁美                    |
| 32                    |          | 執念的艾涅德拉         | 執著的艾涅德拉         | 野村祐一   | 森健              | 中村明博           | 袴田裕二                                                                                | 海谷明久                    |
| 33                    |          | 海連的恐怖             | 海連的恐怖             | 吉野弘幸   | 神谷純            | 神谷純             | 高岡希一                                                                                | 鶴田仁美                    |
| 34                    |          | 激鬥決戰！最強之戰     | 激鬥結束，最強之戰     | 高橋奈津子 | 森健              | 唐澤和也           | 井上榮作                                                                                | 海谷敏久                    |
| 35                    |          | 戰鬥的結果             | 戰鬥的結果             | 橫谷昌宏   | 地岡公俊 川崎芳樹 | 川崎芳樹           | 生田目康裕、山下惠 村上直樹、增田信博                                                   | 鶴田仁美                    |
| 36                    |          | 沒有天賦之人           | 沒有天賦之人           | 野村祐一   | 本鄉滿            | 本鄉滿             | 直井正博                                                                                | 海谷敏久                    |
| 37                    |          | 英雄與好友             | 英雄與拍檔             | 吉野弘幸   | 上田茂            | 上田茂             | 大西陽一                                                                                | 鶴田仁美                    |
| B級排名戰篇           |          |                        |                        |            |                   |                    |                                                                                         |                             |
| 38                    |          | B級排名戰開幕          | B級排位戰開幕          | 高橋奈津子 | 宇田鋼之介        | 宇田鋼之介         | 小泉昇                                                                                  | 海谷敏久                    |
| 39                    |          | 諏訪隊與荒船隊         | 諏訪隊同荒船隊         | 橫谷昌宏   | 土田豐            | 土田豐             | 信實節子、高橋英吉                                                                      | 鶴田仁美                    |
| 40                    |          | 啟動！三雲隊           | 啟動三雲隊             | 野村祐一   | 神谷純            | 神谷純             | 高岡希一                                                                                | 海谷敏久                    |
| 41                    |          | 傲慢的新人             | 傲慢的新人             | 吉野弘幸   | 森健              |                    | 袴田裕二                                                                                | 鶴田仁美                    |
| 42                    |          | 鈴鳴第一的村上鋼       | 鈴鳴第一的村上鋼       | 高橋奈津子 | 小山賢            | 小山賢             | 生田目康裕、增田信博 山下惠                                                             | 海谷敏久                    |
| 43                    |          | 那須隊的選擇           | 那須隊的選擇           | 野村祐一   | 森健              | 上田茂             | 直井正博                                                                                | 鶴田仁美                    |
| 44                    |          | 惡劣天氣下的戰鬥       | 惡劣天氣下的戰鬥       | 橫谷昌宏   | 唐澤和也          | 唐澤和也           | 井上榮作                                                                                | 海谷敏久                    |
| 45                    |          | 決勝之物               | 決定勝負的關鍵         | 野村祐一   | 中村明博          | 中村明博           | 大西陽一                                                                                | 鶴田仁美                    |
| 46                    |          | 王牌的執念             | 王牌的執著             | 高橋奈津子 | 本鄉滿            | 本鄉滿             | 小泉昇                                                                                  | 海谷敏久                    |
| 47                    |          | 隊長的尊嚴             | 隊長的尊嚴             | 橫谷昌宏   | 森健              | 鈴木拓磨           | 高岡希一                                                                                | 鶴田仁美                    |
| 48                    |          | 走向明天               | 邁向明天               | 野村祐一   | 川崎芳樹          | 川崎芳樹           | 信實節子、增田信博                                                                      | 海谷敏久                    |
| 逃亡者篇 （動畫原創） |          |                        |                        |            |                   |                    |                                                                                         |                             |
| 49                    |          | 來自異世界的逃亡者     | 來自異世界的逃亡者     | 吉野弘幸   | 小川孝治          | 小川孝治           | 袴田裕二                                                                                | 清水洋                      |
| 50                    |          | 無形的襲擊者           | 無形的襲擊者           | 橫谷昌宏   | 森健              |                    | 直井正博                                                                                | 井上榮作                    |
| 51                    |          | 傑諾的三離子兵         | 傑諾的三離子兵         | 高橋奈津子 | 小山賢            | 小山賢             | 生田目康裕                                                                              | 清水洋                      |
| 52                    |          | 玄界的夕陽             | 玄界的夕陽             | 野村祐一   | 唐澤和也          | 唐澤和也           | 井上榮作                                                                                | 不適用                      |
| 53                    |          | 應守護之人             | 應守護之人             | 吉野弘幸   | 曾我部孝          | 上田茂             | 大西陽一                                                                                | 清水洋                      |
| 54                    |          | 奇夫的攻勢             | 奇夫的攻擊             | 大野木寬   | 中村明博          | 中村明博           | 小泉昇                                                                                  | 井上榮作                    |
| 55                    |          | Dead or Alive          | Dead or Alive          | 大野木寬   | 下司泰弘          | 鈴木拓磨           | 谷口繁則、南伸一郎                                                                      | 海谷敏久                    |
| 56                    |          | 莉莉絲之謎             | 莉莉絲之謎             | 竹內利光   | 竹下健一          | 竹下健一           | 信實節子、增田信博                                                                      | 清水洋                      |
| 57                    |          | 傑諾和莉莉絲           | 傑諾和莉莉絲           | 橫谷昌宏   | 森健              |                    | 直井正博                                                                                | 井上榮作                    |
| 58                    |          | 被囚禁的修             | 被囚禁的阿修           | 野村祐一   | 虎田功            | 上田茂             | 袴田裕二                                                                                | 清水洋                      |
| 59                    |          | 兩個黑色觸發者         | 兩個Black Trigger      | 吉野弘幸   | 川崎芳樹          | 川崎芳樹           | 海谷敏久、春日廣子                                                                      | 海谷敏久                    |
| 60                    |          | 陽太郎的冒險           | 陽太郎的冒險           | 大野木寬   | 小山賢            | 小山賢             | 生田目康裕                                                                              | 井上榮作                    |
| 61                    |          | 真實與謊言             | 真實與謊言             | 竹内利光   | 唐澤和也          | 唐澤和也           | 大西陽一                                                                                | 清水洋                      |
| 62                    |          | 奇夫與加洛             | 奇夫與加洛             | 橫谷昌宏   | 古賀豪            | 中村明博           | 井上榮作                                                                                | 不適用                      |
| 63                    |          | 扭轉未來               | 反轉的未來             | 野村祐一   | 小川孝治          | 小川孝治           | 小泉昇                                                                                  | 清水洋                      |
| B級排名戰篇 續        |          |                        |                        |            |                   |                    |                                                                                         |                             |
| 64                    |          | 阿夫特克拉托爾的俘虜   | 阿夫特克拉托爾的俘虜   | 吉野弘幸   | 下司泰弘          | 鈴木拓磨           | 谷口繁則、南伸一郎                                                                      | 海谷敏久                    |
| 65                    |          | No.1射手二宮匡貴       | No.1射手，二宮匡貴     | 大野木寬   | 曾我部孝          |                    | 直井正博                                                                                | 井上榮作                    |
| 66                    |          | 尖銳的獠牙             | 尖銳的獠牙             | 竹內利光   | 竹下健一          | 竹下健一           | 信實節子、竹森由加                                                                      | 清水洋                      |
| 67                    |          | B級上位戰              | B級上位戰              | 橫谷昌宏   | 牧野次郎          | 牧野次郎           | 袴田裕二                                                                                | 清水洋                      |
| 68                    |          | 被盯上的玉狛           | 被盯上的玉狛           | 大野木寬   | 川崎芳樹          | 川崎芳樹           | 海谷敏久、高岡希一                                                                      | 海谷敏久                    |
| 69                    |          | 高級的戰鬥             | 高級的戰鬥             | 野村佑一   | 唐泽和也          | 唐泽和也           | 大西阳一                                                                                | 清水洋                      |
| 70                    |          | 隊長的責任             | 隊長的責任             | 竹内利光   | 小山賢            | 小山賢             | 生田目康裕                                                                              | 井上榮作                    |
| 71                    |          | 全新的威脅             | 新的威脅               | 大野木寬   | 曾我部孝          | 上田茂             | 直井正博                                                                                | 清水洋                      |
| 72                    |          | 進化的三雲隊           | 進化的三雲隊           | 野村祐一   | 下司泰弘          | 鈴木拓磨           | 谷口繁則、南伸一郎                                                                      | 海谷敏久                    |
| 73                    |          | 未來                   | 未來                   | 吉野弘幸   | 小川孝治          | 小川孝治           | 小泉昇                                                                                  | 清水洋                      |
| 第2期                 |          |                        |                        |            |                   |                    |                                                                                         |                             |
| 嘉洛普拉襲擊篇        |          |                        |                        |            |                   |                    |                                                                                         |                             |
| 1                     |          | 來襲                   |                        | 吉野弘幸   | 畑野森生          | 平山美穗           | 高橋優也、大野勉                                                                        | 海谷敏久                    |
| 2                     |          | 激戰                   |                        | 吉野弘幸   | 古賀豪            | 古賀豪             | 太田晃博                                                                                | 不適用                      |
| 3                     |          | 決戰                   |                        | 吉野弘幸   | 中村明博          | 中村明博           | 大野勉、佐藤敏 德田夢之介、岡部實 大西陽一                                              | 海谷敏久 高橋優也           |
| 4                     |          | 命運                   |                        | 金月龍之介 | 地岡公俊          | 地岡公俊           | 真庭秀明                                                                                | 不適用                      |
| 5                     |          | 新招                   |                        | 大野木寬   | 末田宜史          | 末田宜史           | 吉川佳織、兵頭敬 上津原美穗、久保充照 前嶋弘史、池津壽惠 大野勉                         | 不適用                      |
| 6                     |          | 頑強                   |                        | 大野木寬   | 朝倉舞彩          | 朝倉舞彩           | 井上榮作                                                                                | 不適用                      |
| 7                     |          | 勝負                   |                        | 吉野弘幸   | 畑野森生          | 平山美穗           | 佐藤雅将、伊藤郁子 大野勉、本多弘幸                                                     | 不適用                      |
| 8                     |          | 交涉                   |                        | 金月龍之介 | 川崎弘二          | 川崎弘二           | 相原理沙                                                                                | 不適用                      |
| 9                     |          | 隊長                   |                        | 大野木寛   | 松實航 大畑晃一   | 松實航             | 大西陽一、伊藤郁子 大野勉、佐藤敏明 岡部実                                              | 不適用                      |
| 10                    |          | 上位                   |                        | 吉野弘幸   | 中村明博          | 中村明博           | 大西陽一、本多弘幸 佐藤敏明、徳田夢之介 岡部実                                          | 井上栄作                    |
| 11                    |          | 強者                   |                        | 金月龍之介 | 古賀豪            | 古賀豪             | 太田晃博                                                                                | 不適用                      |
| 12                    |          | 新人                   |                        | 大野木寛   | 小川孝治          | 小川孝治           | 本多弘幸、佐藤敏明 徳田夢之介、岡部実                                                   | 高橋優也、伊藤郁子          |
| 第3期                 |          |                        |                        |            |                   |                    |                                                                                         |                             |
| B級排名戰篇 末        |          |                        |                        |            |                   |                    |                                                                                         |                             |
| 1                     |          | 新生                   |                        | 山田瑞季   | 畑野森生 小川孝治 | 平山美穗           | 門智昭、齊藤千比呂 田守優希、齋藤雅和 酒井KEI                                           | 海谷敏久、高橋優也          |
| 2                     |          | 選擇                   |                        | 吉野弘幸   | 朝倉舞彩          | 朝倉舞彩           | 伊藤郁子、大野勉                                                                        | 海谷敏久、高橋優也          |
| 3                     |          | 作戰                   |                        | 大野木寬   | 川崎弘二          | 川崎弘二           | 大西陽一、德田夢之助                                                                    | 海谷敏久、佐藤敏明          |
| 4                     |          | 秘策                   |                        | 金月龍之介 | 小川孝治          | 小川孝治           | 高橋優也、鈴木沙知 武內啓                                                               | 高橋優也                    |
| 5                     |          | 無雙                   |                        | 吉野弘幸   | 松實航            | 松實航             | 本多弘幸、大野勉 信實節子                                                               | 高橋優也                    |
| 6                     |          | 判斷                   |                        | 大野木寬   | 古賀豪            |                    | 門智昭、齊藤千比呂 田守優希、齋藤雅和 酒井KEI、赤尾良太郎 松下純子、及川春香            | 海谷敏久、佐藤敏明          |
| 7                     |          | 預感                   |                        | 金月龍之介 | 平池綾子          | 中田彩郁           | 迫江沙羅、兵頭敬 關本美穂、前嶋弘史 北山景子、吉川佳織                                  | 海谷敏久、佐藤敏明          |
| 8                     |          | 意志                   |                        | 山田瑞季   | 平山美穗 畑野森生 | 平山美穗           | 伊藤郁子、高橋優也 鈴木沙知、櫻井拓郎 鳥山冬美、信實節子 大野勉、增井直子               | 海谷敏久、伊藤郁子          |
| 9                     |          | 強敵                   |                        | 大野木寛   | 末田宜史 松實航   | 松實航             | 大西陽一、武内啓 外山陽介、岡部實 前嶋弘史、高橋優也                                    | 海谷敏久、佐藤敏明          |
| 10                    |          | 別案                   |                        | 金月龍之介 | 平池綾子          | 平池綾子           | 齊藤千比呂、田守優希 齋藤雅和、酒井KEI 赤尾良太郎、松下純子 及川春香、本多弘幸 石井春樹 | 海谷敏久、佐藤敏明 本多弘幸 |
| 11                    |          | 最終戰                 |                        | 金月龍之介 | 朝倉舞彩          | 朝倉舞彩           | 小泉寬之、袴田節子 本多弘幸、伊藤郁子 大野勉、前嶋弘史 井上榮作                         | 海谷敏久                    |
| 12                    |          | 亂戰                   |                        | 吉野弘幸   | 小川孝治          | 小川孝治           | 高橋優也、大西陽一 武内啓                                                               | 高橋優也、佐藤敏明          |
| 13                    |          | 1對1                   |                        | 吉野弘幸   | 古賀豪            | 古賀豪             | 太田晃博                                                                                | 不適用                      |
| 14                    |          | 覺悟                   |                        | 吉野弘幸   | 畑野森生          | 畑野森生、平山美穗 | 海谷敏久、高橋優也 伊藤郁子、佐藤敏明 太田晃博、本多弘幸 鈴木沙知、真庭秀明 山本拓美    | 海谷敏久                    |

### 播放地區
日本國內
| 播放地區   | 播放電視台     | 播放日期                                | 播放時間（UTC+9）                         | 所屬聯播網 | 備註                                     |
| ---------- | -------------- | --------------------------------------- | ----------------------------------------- | ---------- | ---------------------------------------- |
| 關東廣域圈 | 朝日電視台     | 2014年10月5日－2016年4月3日             | 星期日 6時30分－7時00分                   | 朝日電視網 |                                          |
| 日本全國   | 朝日電視網24局 | 2014年10月5日－2016年4月3日             | 星期日 6時30分－7時00分                   | 朝日電視網 |                                          |
| 日本全國   | 朝視頻道1      | 2014年11月1日－2016年5月28日            | 星期六 20時00分－20時30分                 | 衛星電視   | 有重播                                   |
| 日本全國   | 萬代頻道       | 2015年4月1日 2015年4月9日－2016年4月7日 | 星期三 12時00分 更新 星期四 12時00分 更新 | 網絡電視   | 4月1日發佈第1－22話 4月9日發佈第23、24話 |

日本國外

| 播放地區 | 播放電視台 | 播放日期                      | 播放時間（為當地時間）  | 所屬聯播網  | 備註                              |
| -------- | ---------- | ----------------------------- | ----------------------- | ----------- | --------------------------------- |
| 臺灣     | 民視       | 2015年12月19日－2016年4月23日 | 主要周六 18:30－20:00   |             | 三集連播為主                      |
| 臺灣     | 龍華動畫台 | 2016年11月16日－2017年1月19日 | 星期一至五 20:30－21:00 | 中華電信MOD | 中、日雙語模式 第二集起有重播時段 |
| 香港     | ViuTV      | 2016年5月12日－2016年10月21日 | 星期四、五 17:30－18:00 |             | 第1－48話                         |
| 香港     | ViuTV      | 2017年1月1日－2017年6月18日   | 星期日 09:35－10:05     |             | 第49－73話                        |

| 民視 星期六 18:30－20:00 節目 1月16日、2月13日 暫停播映 4月16日 18:30－19:30 4月23日 18:30－19:00 | 民視 星期六 18:30－20:00 節目 1月16日、2月13日 暫停播映 4月16日 18:30－19:30 4月23日 18:30－19:00 | 民視 星期六 18:30－20:00 節目 1月16日、2月13日 暫停播映 4月16日 18:30－19:30 4月23日 18:30－19:00 |
| ------------------------------------------------------------------------------------------------- | ------------------------------------------------------------------------------------------------- | ------------------------------------------------------------------------------------------------- |
|                                                                                                   | 境界觸發者 第1－48集 （2015年12月19日－2016年4月23日）                                            |                                                                                                   |
| 七龍珠改－魔人普烏篇 重播                                                                         | 灌籃高手 重播                                                                                     |                                                                                                   |

| 龍華動畫台 星期一至五 20:30－21:00 節目 第一集：2016/11/16 20:00－20:30 | 龍華動畫台 星期一至五 20:30－21:00 節目 第一集：2016/11/16 20:00－20:30 | 龍華動畫台 星期一至五 20:30－21:00 節目 第一集：2016/11/16 20:00－20:30 |
| ----------------------------------------------------------------------- | ----------------------------------------------------------------------- | ----------------------------------------------------------------------- |
|                                                                         | 境界觸發者 第1－48集 （2016年11月16日－2017年1月19日）                  |                                                                         |
| 航海王 ～578集                                                          | 聖鬥士星矢Ω                                                             |                                                                         |

| ViuTV 星期四、五 17:30－18:00 節目 | ViuTV 星期四、五 17:30－18:00 節目               | ViuTV 星期四、五 17:30－18:00 節目 |
| ---------------------------------- | ------------------------------------------------ | ---------------------------------- |
|                                    | 境界觸發者 第1－48集 （2016年5月12日－10月21日） |                                    |
| 元氣囝仔                           | 決鬥大師王者天下決鬥大師 VS                      |                                    |
| ViuTV 星期日 09:35－10:05 節目     |                                                  |                                    |
| 戰國英雄 第1輯                     | 境界觸發者 第49－73集 （2017年1月1日－6月18日）  | 超人Orb                            |

### BD&DVD
| 卷數 | 發售日期       | 收錄話數       | 規格編號  | 規格編號  |
| 卷數 | 發售日期       | 收錄話數       | BD        | DVD       |
| ---- | -------------- | -------------- | --------- | --------- |
| 1    | 2015年3月13日  | 第1話－第3話   | BSTD-9501 | DSTD-9501 |
| 2    | 2015年4月8日   | 第4話－第6話   | BSTD-9502 | DSTD-9502 |
| 3    | 2015年5月13日  | 第7話－第9話   | BSTD-9503 | DSTD-9503 |
| 4    | 2015年6月10日  | 第10話－第12話 | BSTD-9504 | DSTD-9504 |
| 5    | 2015年7月8日   | 第13話－第15話 | BSTD-9505 | DSTD-9505 |
| 6    | 2015年8月5日   | 第16話－第18話 | BSTD-9506 | DSTD-9506 |
| 7    | 2015年9月9日   | 第19話－第21話 | BSTD-9507 | DSTD-9507 |
| 8    | 2015年10月7日  | 第22話－第24話 | BSTD-9508 | DSTD-9508 |
| 9    | 2015年11月11日 | 第25話－第27話 | BSTD-9509 | DSTD-9509 |
| 10   | 2015年12月9日  | 第28話－第30話 | BSTD-9510 | DSTD-9510 |
| 11   | 2016年1月6日   | 第31話－第33話 | BSTD-9511 | DSTD-9511 |
| 12   | 2016年2月10日  | 第34話－第36話 | BSTD-9512 | DSTD-9512 |
| 13   | 2016年3月9日   | 第37話－第39話 | BSTD-9513 | DSTD-9513 |
| 14   | 2016年4月13日  | 第40話－第42話 | BSTD-9514 | DSTD-9514 |
| 15   | 2016年5月11日  | 第43話－第45話 | BSTD-9515 | DSTD-9515 |
| 16   | 2016年6月8日   | 第46話－第48話 | BSTD-9516 | DSTD-9516 |
| 17   | 2016年7月13日  | 第49話－第51話 | BSTD-9517 | DSTD-9517 |
| 18   | 2016年8月3日   | 第52話－第54話 | BSTD-9518 | DSTD-9518 |
| 19   | 2016年9月14日  | 第55話－第60話 | BSTD-9519 | DSTD-9519 |
| 20   | 2016年10月5日  | 第67話－第73話 | BSTD-9520 | DSTD-9520 |

## 外部連結
原作
- 境界觸發者.info （页面存档备份，存于） （日語）
- 週刊少年Jump公式網站 （页面存档备份，存于） （日語）
- 境界觸發者公式的X（前Twitter） （日語）

電視動畫
- 境界觸發者 東映動畫 （页面存档备份，存于） （日語）
- 境界觸發者 朝日電視台 （页面存档备份，存于） （日語）
- 電視動畫「境界觸發者」公式的X（前Twitter） （日語）